# Queenstown (Zuid-Afrika)
Queenstown is een plaats in de Zuid-Afrikaanse provincie Oost-Kaap. 
Queenstown telt 44.000 inwoners en Lukhanji gemeente ongeveer 190.000 inwoners.

## Subplaatsen
Het nationaal instituut voor de statistiek, Stats SA, deelt sinds de census 2011 deze hoofdplaats in in 29 zogenaamde subplaatsen (sub place), waarvan de grootste zijn:
Aloevale • Bergsig • New Valley • Queenstown Central • Victoria Park.

## Geboren in Queenstown
- Margaret Singana, zangeres